# 琉球菓子

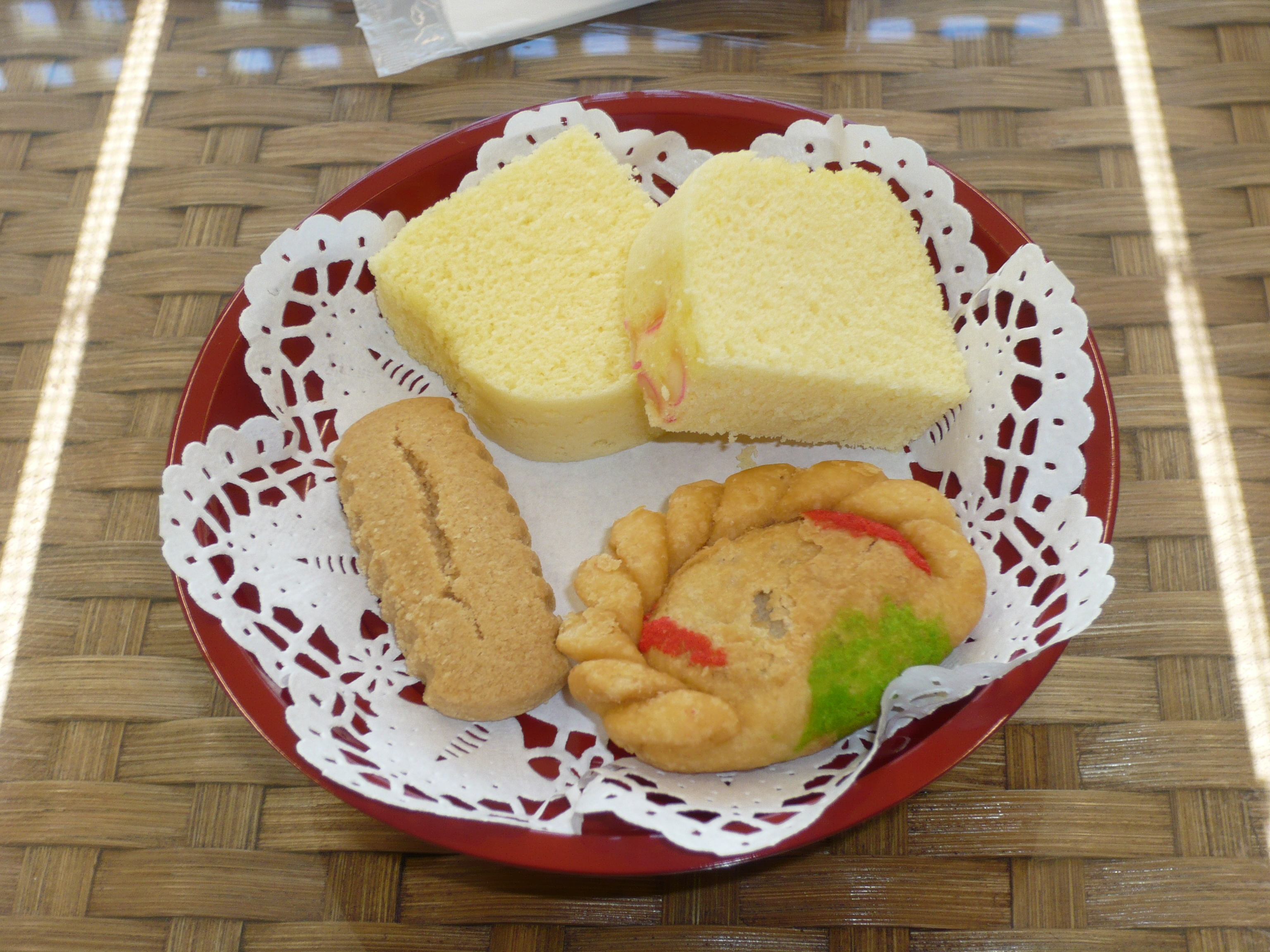
琉球菓子の盛合せ（上：鶏卵糕、左下：ちんすこう、右下：闘鶏餃）

琉球菓子（りゅうきゅうがし）は、琉球王国で王家の祭事や接待に用いられていた菓子。中国と日本の影響を強く受けたとされ、100種類以上の菓子があった。亜熱帯の気候のため、保存性の高い揚げ菓子や焼き菓子が多い。

## 歴史
琉球王国には永楽2年(1404年)から同治5年(1866年)までの間に23回の冊封使が中国より訪れており、これに帯同した中国の料理人から琉球王家の料理人に菓子を含む調理の技術が伝わった。また、琉球国王が交代する際には任命を受けるための使いが中国に派遣され、そこでも同行した料理人が調理を学んだという。
1609年の琉球侵攻によって薩摩藩に従属して以降は、毎年鹿児島に派遣される年頭使や、江戸幕府の征夷大将軍即位や琉球国王即位の際の江戸上りの使節団に随行した料理人が、鹿児島や江戸で菓子を含む日本料理の技術を学んでいる。日本料理の技術は、在番奉行所の薩摩藩役人の接待にも用いられた。
これらをベースに沖縄の風土に合わせた琉球菓子が生まれ、琉球処分によって1879年に琉球王国が消滅すると、王家の料理人が市中で働くようになって庶民にも広まっていった。現代でも行事食などとして用いられることがある。

## 代表的な琉球菓子
いずれも現存する琉球菓子を以下に挙げる。
- サーターアンダーギー：砂糖を使用した生地を用いる球状の揚げ菓子。
- ちんすこう：19世紀に新垣淑規が考案した、中国菓子の蒸しカステラを焼き固めたものが原型となっているクッキーのような焼き菓子[4]。
- 千寿糕（せんじゅこう）：ピーナッツバターやオレンジを餡に混ぜ、ラード入りのパイ生地で包んで焼いた菓子[4]。
- 闘鶏餃（たうちーちゃお）：胡麻餡をラード入りのパイ生地で半円形に包み、ひだをつけて揚げた菓子[4]。
- 鶏卵糕（ちいるんこう）：鶏卵と小麦粉、砂糖の生地に桔餅とピーナッツを加えて蒸した菓子[5]
- 花ぼうる：ポルトガルの菓子がルーツとされるクッキーのような焼き菓子[5]。法事や婚礼、薩摩藩の役人への暑気見舞いなどとして用いられた[5]。
- くんぺん：光餅、薫餅と漢字で表記されるゴマとピーナッツバター餡の入った焼き菓子[5]。冊封使の接待や法事に用いられた。
- 冬瓜漬（とうがづけ）：一口大の冬瓜を砂糖で煮詰めた菓子で、およそ300年前に福建から伝わったという[5]。

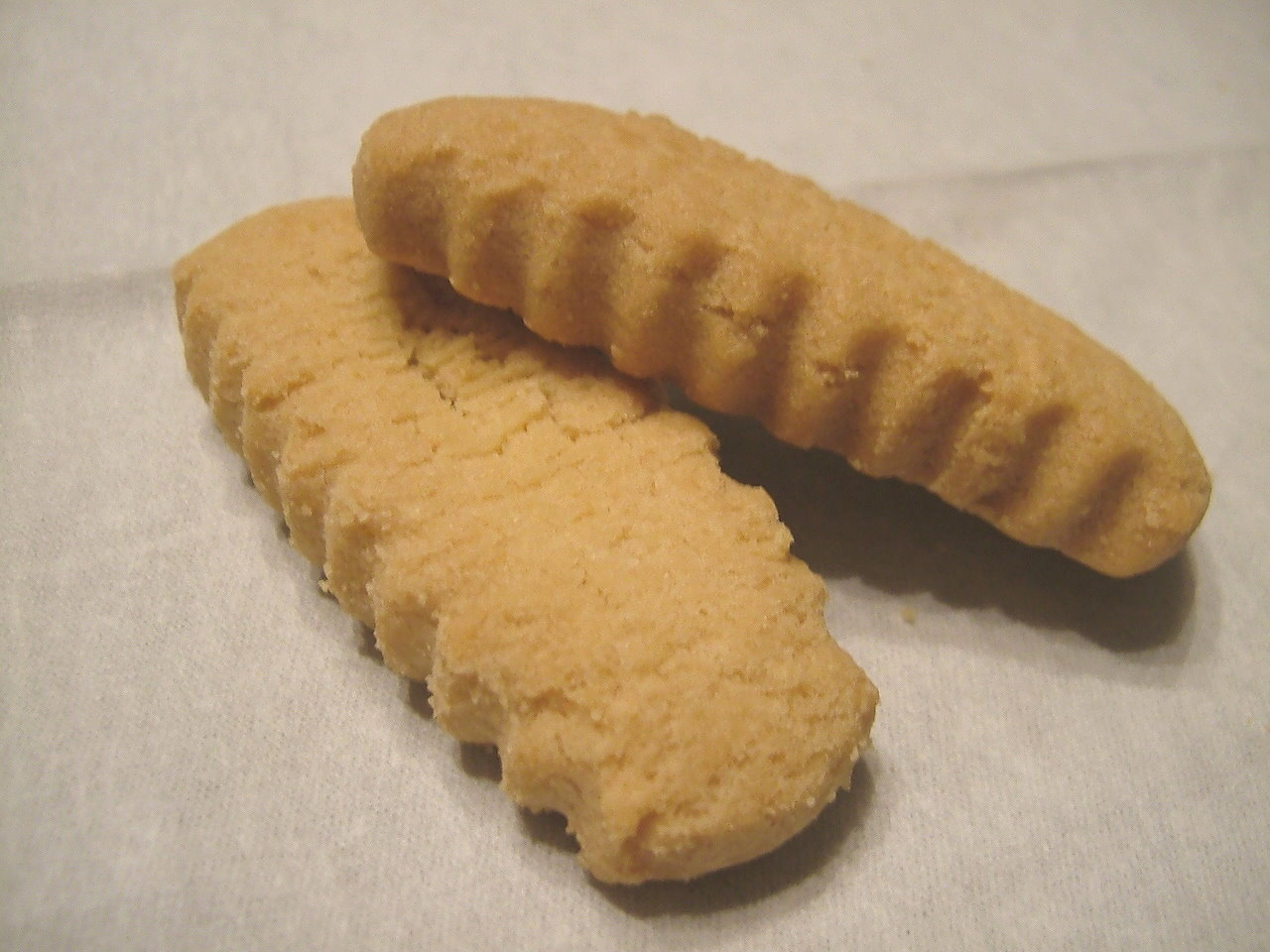
ちんすこう
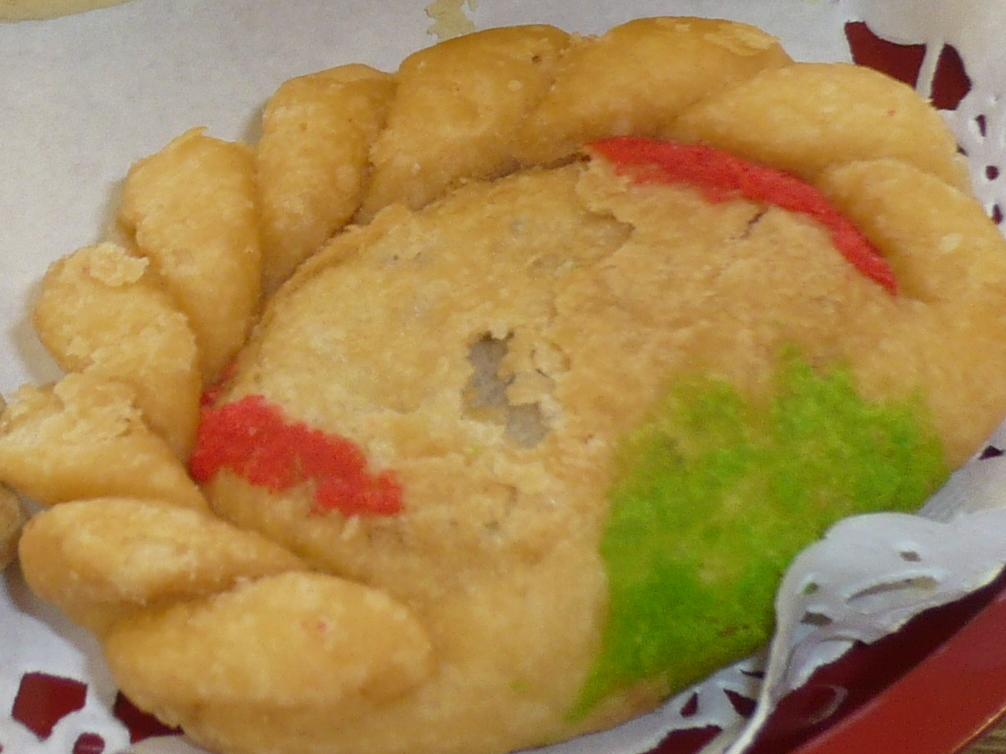
闘鶏餃
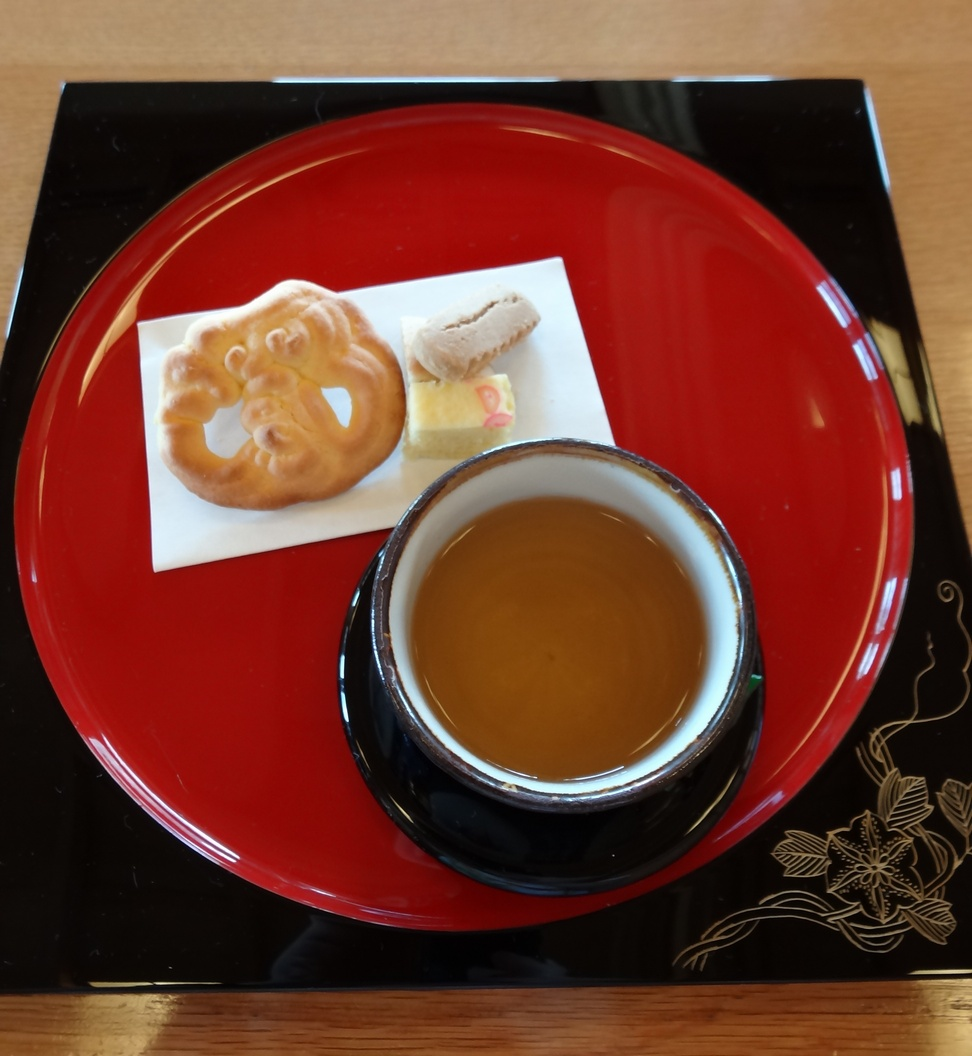
花ぼうる（左）
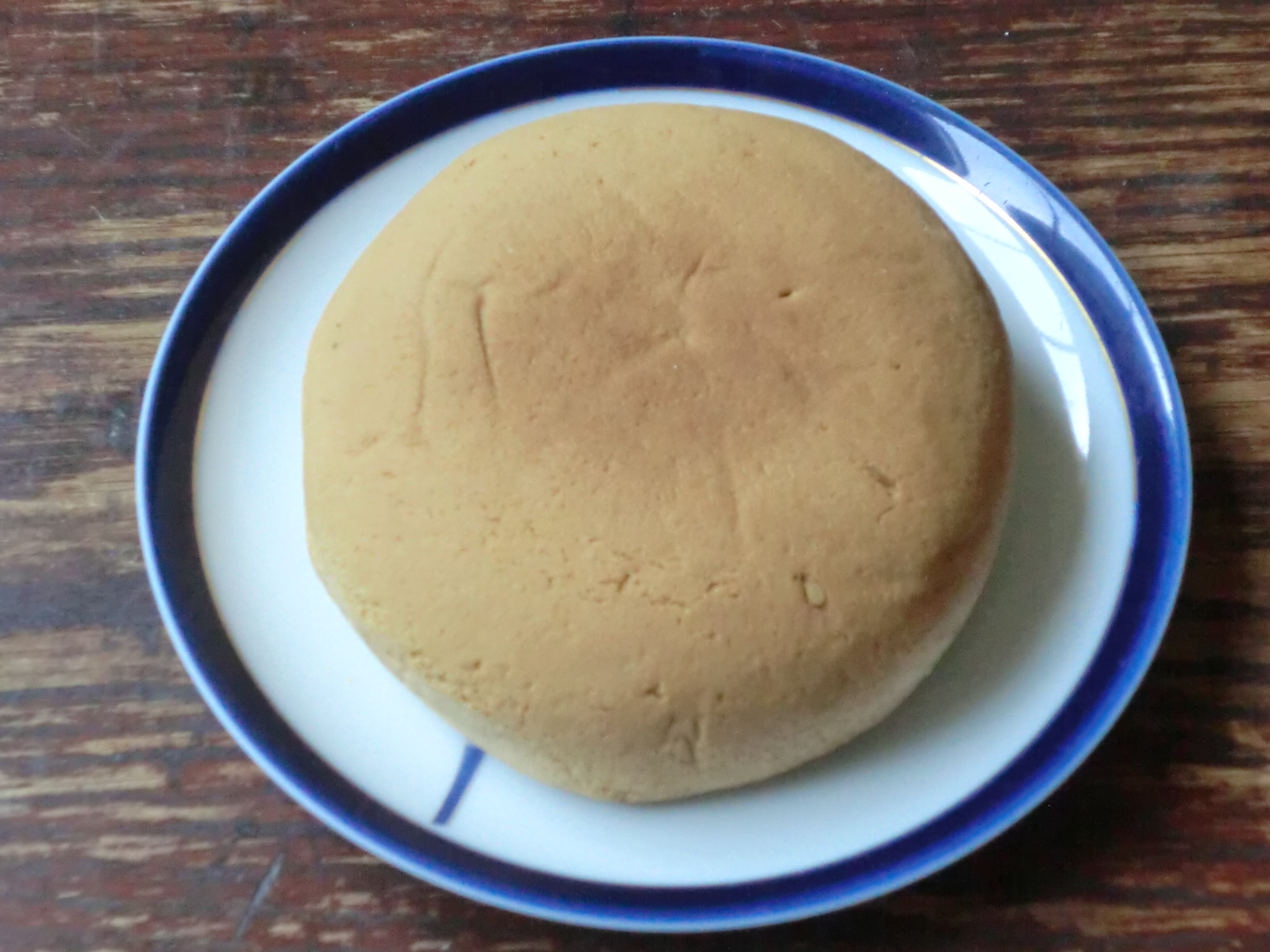
くんぺん